# فاينل فانتسي 14: هافينس وورد
| المطور  | سكوير إينكس(قسم الأعمال)                               |
| الناشر  | سكوير إينكس                                            |
| المخرج  | ناوكي يوشيدا                                           |
| المنتج  | ناوكي يوشيدا                                           |
| المصمم  | 'ناوكي يوشيدا'نوبواكي كوموتو                           |
| المبرمج | هيديوكي كاسوجا                                         |
| الفنان  | هيروشي ميناغاوا                                        |
| الكاتب  | كازوتويو ميهيرو                                        |
| المُلحن  | ماسايوشي سون                                           |
| السلسلة | فاينل فانتسي                                           |
| المنصة  | 'مايكروسوفت ويندوز'ماك أو إس بلاي ستيشن 3 بلاي ستيشن 4 |
| الإصدار | 23 يونيو 2015 - منذ6 سنوات                             |
| النوع   | MMORPG                                                 |
| الوضع   | متعددة اللاعبين                                        |

فاينل فانتسي XIV هافينس وورد (فاينل فانتسي ريلم ريبورن XIV)
إحدى سلسلة ألعاب فاينل فانتسي (باللغة العربية تعني الخيال النهائي)؛(باللغة اليابانية  تُكتب フ ァ イ ナ ル フ ァ ン タ ジ ، باللغة اليابانية تُقرأ Fainaru Fantajī Sātīn Tsū)؛ والاسم الرسمي المُعلن Final Fantasy
فاينل فانتسي VIX هافينس وورد ريلم ريبورن XIV (باللغة العربية تعني الخيال النهائي إكس آي ڤِ السابع عشر  _ نحو السماء _عالم تَولد من جديد إكس آي ڤِ) (باللغة اليابانية تُكتب ファイナルファンタジXIV: 蒼天のイシュガルド) باللغة اليابانية تُقرأ (Fainaru Fantajī Fōtīn: Sōten no Ishugarudo, lit) الاسم الرسمي المُعلن Final Fantasy XIV: Heavensward  Final Fantasy XIV: A Realm Reborn.
(فاينل فانتسي الرابع عشر: نحو السماء XIV) هي حزمة التوسعة الأولى لفاينل فانتسي ريلم ريبورن (بالعربي عالم تَولد من جديد) ـ وهي لعبة لعب الأدوار متعددة اللاعبين عبر الإنترنت (MMORPG) تم تطويرها ونشرها بواسطة سكوير إينكس ومايكروسوفت ويندوز وأبل ماك أو إس وبلاي ستيشن 4 وبلاي ستيشن 3 ؛ تم إصداره في 23 يونيو 2015 ، بعد عامين تقريباً من ظهور لعبة ريلم ريبورن.
عمل ناوكي يوشيدا كمخرج ومنتج وعاد نوبوؤو أويماتسو الذي لم يعمل على العنوان منذ الإطلاق المشؤوم لعام 2010 للعبة فاينل فانتسيXIV الأصلية، إلى التعاون مع ماسايوشي سوكن في الموسيقى التصويرية. تم إصدار حزمة التوسيع كمنتج مستقل للاعبين الحاليين، بالإضافة إلى حزمة «الكل في واحد» التي تحتوي على  «ريلم ريبورن-عالم تولد من جديد» و هافينس وورد نحو السماء. كانت الأخيرة هي الطريقة الوحيدة للوصول إلى إصدار «ماك أو إس» من اللعبة، والذي تم عرضه لأول مرة في نفس اليوم الذي تم فيه إطلاق حزمة التوسيع.
يركز «نحو السماء» على الصراع الذي دام ألف عام والمعروف باسم «حرب دراغون سونغ» بين الكرسي الرسولي في «إشغارد» وحشد التنين في «درافانيا». يطلب اللاعبون اللجوء في «إيشغارد» بعد اتهامهم زوراً بالقتل والتورط في جهود لإنهاء الحرب. تكشف هذه الإجراءات عن مؤامرة قديمة تتعلق بأصول الحرب. بالإضافة إلى المناطق الجديدة، تزيد حزمة التوسعة من سقف المستوى، وتضيف ثلاث فئات جديدة للشخصيات وسباقاً جديداً يمكن اللعب به، وتقدم طريقة لعب الطيران من خلال استخدام المناطيد وغيرها من الحوامل المحمولة جواً. كان أداء «هافينس وورد (نحو السماء)» جيداً من البداية وحاز على ترشيحات لـ «توسيع العام». في يوليو 2015، أعلنت سكوير إينكس أن العنوان قد وصل إلى إجمالي تراكمي يبلغ خمسة ملايين اشتراك. ومع ذلك، أوقفت الشركة مبيعات إصدار ماك أو إس للعميل في نفس الشهر بسبب التقارير العديدة عن الأداء الفني الضعيف، وعرضت إسترداد المبالغ لمن قاموا بشرائها.
استؤنفت مبيعات إصدار ماك أو إس في فبراير 2016. كما هو الحال مع ريلم ريبورن ، تمت جدولة تصحيحات المحتوى الرئيسية كل ثلاثة أشهر، على الرغم من أن الإصدار الأول -كما يذهب الضوء، هكذا يذهب الظلام " تأخر حتى 10 نوفمبر 2015، لإعطاء فريق التطوير استراحة بعد شحن التوسيع.

## اللعب
المقال الرئيسي: فاينل فانتسي XIV هافينس وورد (فاينل فانتسي ريلم ريبورن XIV)
يتطابق هيكل اللعب والسعي في «هافينس وورد-نحو السماء» إلى حد كبير مع لعبتها الأساسية. كما هو الحال مع العديد من ألعاب تقمص الأدوار متعددة اللاعبين على الإنترنت (MMORPGs)، يتفاعل اللاعبون مع بعضهم البعض في عالم دائم يستجيب لأفعالهم. أكبر تغيير في القتال هو زيادة سقف المستوى إلى المستوى 60، والذي يسمح لكل فئة قتالية بتعلم قدرات جديدة تعدل بشكل كبير تدفق المعركة. تم تقديم ثلاث فئات وظيفية جديدة أيضاً - الدبابة السحيقة دارك نايت ، الميكانيكي الذي يحمل البندقية، والمعالج ذو النجوم النجمية أسترولوغين. تبدأ هذه الوظائف في المستوى 30 بقصصهم الخاصة المرتبطة بالإعداد الجديد.
تتميز لعبة «هافينس وورد نحو السماء» بمناطق جديدة تبلغ مساحتها حوالي ثلاثة أضعاف المناطق في «ريلم ريبورن». سبب زيادة الحجم هو استيعاب طريقة لعب الطيران. بعد إكمال مهام معينة والتوافق مع التيارات الهوائية في منطقة ما، يكتسب اللاعبون القدرة على استخدام حوامل طيران جديدة، مثل المناطيد، في ذلك الموقع. يسمح الطيران بالوصول إلى نقاط لم يكن من الممكن الوصول إليها سابقاً في التضاريس. تمتلك المناطيد التي تم إنشاؤها بواسطة النقابات التي يديرها اللاعبون أيضاً القدرة على استكشاف الجزر العائمة بحثاً عن مواد نادرة، بالإضافة إلى منطقة الإكليل -منطقة عالم مفتوح- حيث يمكن للاعبين تحدي الوحوش الكبيرة للحصول على معدات عالية المستوى وغنائم بالإضافة إلى الأبراج المحصنة والغارات الجديدة.
تقدم لعبة «هافينس وورد نحو السماء» ثلاثة أوضاع لاعب ضد لاعب (PvP).  الحدث عبارة عن ساحة محدثة لأربعة مقابل أربعة في عرين الذئاب حيث يحاول اللاعبون هزيمة لاعبين آخرين لجمع ميدالياتهم. يفوز الفريق الحاصل على أكبر عدد من الميداليات في نهاية المباراة ، على عكس فولد أوف رالم ريبورن. يتجدد اللاعبون تلقائياً في هذا الوضع وتظهر مربعات العناصر بشكل دوري في جميع أنحاء الساحة والتي توفر مزايا هجومية ودفاعية للفريق الذي يفتحها. يُمنح اللاعبون الذي يحتلون مرتبة عالية في العيد عتادًا وجوائز فريدة في نهاية الموسم. توجد أيضاً نسخة غير مصنفة للاعبين الجدد والتي تتميز بقتال ثمانية مقابل ثمانية. الأنماط الجديدة المتبقية مخصصة للتحالفات المكونة من 24 لاعباً لمواجهة الشركات الكبرى الأخرى. أما «سيل روك (سايز)» هو وضع التقاط على غرار العلم حيث يجب على اللاعبين احتلال ودفاع عشوائي عن عُقد الموارد من الفرق الأخرى. كما تتضمن ساحات المجد (التحطيم) تدمير الأشياء حول ساحة المعركة للحصول على نقاط.

## القطع

### الإعداد والشخصيات
أنظر أيضا: فاينل فانتسي XIV هافينس وورد (فاينل فانتسي ريلم ريبورن XIV) العصر النجمي السابع
تدور أحداث لعبة «هافينس وورد نحو السماء» في عالم «هايدالين الخيالي»، وهو كوكب مليء ببيئات ومناخات متعددة تغطي ثلاث قارات كبيرة. المنطقة التي تم تعيين اللعبة فيها تسمى يورزيا.  يركز هذا التوسع على «الكرسي الرسولي إيشغارد» في جبال كويرثاس الثلجية. تلعب الدول الثلاث لتحالف (ليمسا ويورزينا وغريدانيا) دوراً أيضاً في القصة، كما يفعل خصمهم، إمبراطورية «غارلين».  يواصل «أسكاين-عبادة خالدة» التلاعب بالأحداث وراء الكواليس. من خلال الطيران، يمكن للاعبين استكشاف «درافانيا» (موطن التنانين) والجزر العائمة في بحر الغيوم فوق سلسلة جبال «أبلاثيا سبين». في «درافانيا»، أدت بقايا «شارليان» المدمرة (وهي دولة تم إجلاؤها خلال الغزو الأول لغارليان) إلى ظهور مدينة «إيديلشاير»، وهي مدينة حرة أسسها العفاريت على أساس المبادئ الديمقراطية.
الصراع الأساسي لـ «هافينس وورد نحو السماء» هو حرب «دراغون سونغ» المستمرة بين (إيشغارد ونيدهوغ) من التنانين. تشير «الأرثوذكسية الإيشغاردية» إلى أن هذا النضال الذي دام ألف عام نشأ عندما استقرت عائلة «إليزن» لأول مرة في «إورزيا». الملك «ثوردان»، الذي يُزعم أنه يقود إرادة الإله هالون، أمر ببناء مدينة على العمود الفقري «لأبلاثيا». أثار هذا العمل غضب «يرم نيدهوغ» العظيم الذي واجه «ثوردان» وفرسانه الإثني عشر. بعد معركة هائلة قضت على العديد من فرسانه بالإضافة إلى «ثوردان» نفسه، حمل هالدراث نجل ثوردان رمح والده ونحت عين نيدهوغ. تراجع نيدهوغ وأصبحت عًيِنَة من بقايا إيشغارديان مع روابط إلى أزور دراجون، و (هو لقب يُمنح للفرسان من خلال قوة العين). منذ ذلك الحين، شن «نيدهوغ» حصاراً دائماً على «إيشغارد» وشعبها. هذه الرواية عن بدايات الحرب قد كرستها أبرشية إيشغارديان التي يرأسها حالياً المطران ثوردان السابع.
  ولّد «طول مدة الحرب» انعزالية قوية في حكومة «إيشغاردي» التي تتغلغل في موقف شعبها. انسحب إيشغارد من التحالف «يورزينا» الأول ورفض المشاركة في الثاني، حيث كان مشغولاً بجهودهم الحربية.  تتجلى هذه الانعزالية أيضاً في الاضطهاد المتعصب لـ «الزنادقة» أي «أي شخص متهم بالتزاوج أو التعاطف مع التنانين». في الفترة التي سبقت أحداث التوسع، أطلق نيدهوغ، الذي كان نائماً لبعض الوقت، هديراً كبيراً لحشد حشد التنين لتجديد هجومهم على إيشغارد. شخصية اللاعب - مغامر- تم الترحيب به كمحارب الضوء لصده غزو «غارلين» - يأتي في النِعم الجيد لـ (سير آيميرك) وقائد اللورد فرسان الهيكل للدفاع عن إيشغارد خلال أحد هذه الهجمات. عندما يتم القبض على اللاعب في المكان الخطأ في الوقت الخطأ أثناء محاولة الانقلاب في العدة، يهرب البطل إلى إيشغارد لطلب اللجوء من تهمة القتل مع (تاتارو وألفينود) البقايا الوحيدة من سليل الفجر السابع. أثار هدير نيدهوغ تغييراً في كلا جانبي الصراع - قام (إيميريك وكونت إدمونت) من قصر «فورتيمبس» بفتح أبواب «إيشغار» أمام الغرباء لأول مرة منذ سنوات بحجة مساعدة المجهود الحربي. في هذه الأثناء، تكبر «الليدي آيس هارت» التي فِرقتها من الزنادقة ؛ ويخرج إيستنين والتنين أزور الحالي، من الاختباء بحثاً عن عدوهم اللدود «نيدهوغ».

### القصة
يُفتح (هافينس وورد نحو السماء) مع دخول «محارب النور» أخيراً إلى (إيشغارد وتاتارو والفينود)، تم إيصالهم إلى قصر «الكونت فورتيمبس»، الذي أثار إعجابهم بآرائه التقدمية حول دور الغرباء في قلب تيار حرب «دراغون سونغ» يبدأ البطل بمساعدة أبناء «إدمونت» في مهمات في المناطق المجاورة. من خلال هذه المهام، يحظى المغامر بالفرص لفترة وجيزة على «الليدي آيس هارت» ، التي تبدو نادمة على الخسائر الفادحة في حياة «إيشغارديان» في الهجوم الأخير. وعند عودته إلى «إيشغارد»، وجد «محارب النور» السليل المتهمين بالهرطقة من قبل جناح السماء، حرس شرف رئيس الأساقفة. يمثل اللاعب «تاتارو» إلى جانب «ألفينود» في تجربة قتالية لإثبات براءتهم.  انتصروا، بعد دعوة للقاء رئيس الأساقفة الذي اعتذر عن زلة مرؤوسيه في الحكم. (على انفراد، يكشف ثوردون السابع أنه قبل وضع «أسكاين» بالسلطة لمواصلة المجهود الحربي، نيته في خيانتهم بمجرد معرفة أسرارهم).
في غضون ذلك، اندلعت أنباء عن إعدام وشيك «لسلطانة». حيث يقوموا بعملية إنقاذ جريئة بلغت ذروتها بتدخل من مصدر غير متوقع. يكتشفون أن مؤامرة القتل الملكي قد أحبطها اللورد «لولوريتو» قبل وقت طويل من يوم اغتيال سلطانة المفترض، بعد أن قام بتبديل السُم بعقار منوم، سمح لولوريتو لـ «محارب النور» بأن يتحمل مسؤولية محاولة الانقلاب بينما يقضي على منافسه التجاري وخِطط سلطانة للديمقراطية في وقت واحد. قام «لولوريتو» في وقت لاحق شخصياً بتسليم الترياق إلى «راوبان» ويتعهد بدعم «سلطانة» ضد جيش «غارلين» سريع الحركة.
بينما يستعد «درافانيا» لاستئناف حصارهم على«إيشغارد» ، يقترح «ألفينود» أن يطلبوا من «الليدي آيس هارت» للتوسط في السلام مع «نيدهوغ» من خلال التفاوض. عرض «إستينيان» رمحه للمساعدة في هذا المسعى، واعداً بإشعال الحرب العظيمة إذا تعرضت المُصالحة  لخيانة. تكشف «الليدي آيس هارت» أنها تمتلك أيضاً قوة الصدى واستخدمتها لإلقاء نظرة على الحقيقة وراء الحرب. ولدت «يسالي» وأخذت اسم «آيس هارت» بعد التواصل مع روح شيفا ، المرأة الفانية التي سمح حبها للرجل العظيم «هراسفيلغر» للرجل والتنين بالتعايش بسلام لمدة مائتي عام. ومع ذلك، فقد حسد «إليزن» من قوة «التنانين» وتآمر لسرقة عين «نيدهوغ» مصدر قوته.حيث تدعي أن هذا هو أصل حرب «دراغون سونغ». بهدف تجنب المزيد من إراقة الدماء، وافقت «يسالي» على أخذ الحزب للتفاوض مع «هراسفيلغر» لمساعدته في إنهاء الحرب. أثناء اجتماعهم، تستحضر اسم «شيفا» المحبوبة لدى «هراسفيلغر»، لكنه يوبخها، واصفاً إياها بأنه استهزاء بذاكرة شيفا.
هنا، يُسرد الأصول الحقيقية للحرب، والتي تعود إلى زمن سحيق عندما وصل ملك التنين «مايدغاردسورمر» لأول مرة إلى الكوكب مع سبع بيضات ستصبح أول حضنة له من أبنائه. استقر (هراسفيلغر وراتاتوسكر ونيدهوغ) في يورزيا. واجه «إيلزن» الذي هاجر إلى «يورزيا» هذه «ويرمز العظيمة» وكان نيدهوغ في البداية يشاهد غير واثق، بعد أن رأى المصير الكئيب لأخيه الكبير «بهاموت» على يد إمبراطورية «ألاغان» في العصور الماضية. ومع ذلك، فإن الحب بين (شيفا وهراسفيلغر) خلق سلاماً بين شعبيهما. للتغلب على قصر حياتها المميتة، سمحت (شيفا - لهرايسفليغر) أن يلتهم روحها حتى يكونا معاً إلى الأبد. مع حث «أسكاين» خان الملك ثوردان ثقة التنين، وتآمر مع فرسانه لقتل «راتاتوسكر» والتهام عينيها للحصول على قوة لا يمكن تصورها. يصبح هذا هو الدافع الحقيقي لـ نيدهوغ لاعتداءه على إيشغارد - رغبته التي لا تنتهي في الانتقام من نَسل «ثرودن». يرفض «هراسفيلغر» في النهاية التحريض على السلام، ويحكم على قضية «نيدهوغ» العادلة.
يقول «إستينيان» إلى أن الكلمات قد فشلت وأن الفعل الوحيد الذي سينهي الحرب هو موت «نيدهوغ».  باستخدام قوة عين نيدهوغ ، أضعفته «إيستنين» بدرجة كافية لإخراج العين المتبقية، وهزيمة «يرم العظيم». مع انتهاء الحرب، يعود «محارب النور» ورفاقه إلى «إيشغارد» لمشاركة رؤيتهم حول التاريخ الحقيقي لتأسيس إيشغارد. في مواجهة رئيس الأساقفة، يكشف ثوردان السابع عن دوره في إدامة خداع «دراغون سونغ» ، بالإضافة إلى خطته للسفر إلى «أزيسلا» للحصول على السلطة النهائية.
«أزيسلا» هي مستعمرة عائمة قديمة في ألاجان تعمل كسجن للثالوث المتحارب، وهو ثلاثي من الكائنات الأولية للعصر النجمي الثالث بقوة لا حدود لها. من خلال استيعاب الثالوث المتحارب، يهدف ثوردان إلى تحويل نفسه إلى بدائي باستخدام صلوات شعب إيشغارد، واكتساب القوة لشن حرب أبدية.
في «أزيسلا»، يقترب أسطول المنطاد «غارلين» ، مستفيداً من الصراع الفوضوي القائم في «إيشغارديان» لنهب تقنية ألاغان. تفتح السفينة الرئيسية «غريشن» النار على سفينة محارب النور لكن «هراسفيلغر» يقترب من «يسايل» في السحب، وكلاهما قد تغير رأيه منذ وفاة «نيدهوغ».  تستدعي «يسايل» _ شيفا وتوفر غطاءاً كافياً للهبوط في القارة العائمة ولكنها قُتلت بسبب القوة النارية الساحقة لـ «غارلين» في هذه العملية. يسافر «محارب الضوء» في أعماق مرفق الأبحاث الكيميائية الأثيرية، ويواجه (إيغيورهم ولاهابريا)، المهندسين المعماريين الأسكيين لمخطط ثوردان. المغامر يضرب «إيغيورهم» بمباركة هيدلين للضوء ويصل ثوردان السابع بنفسه لقهر «لابريا». يمتص قوة عين «نيدهوغ»، ويتحول إلى (الملك ثوردان)، وهو حيوان بدائي مدعوم بألف عام من الصلاة الإيشغاردية. من خلال العمل السريع مع «لاهابريا»، استدار لينتقل إلى الثالوث المحارب لكن «محارب النور» تمكن من ضربه هو وفرسانه المؤلّهين.
مع اقتراب الصراع أخيراً من نهايته، يعرض «إيستنين» إغلاق أعين «نيدهوغ» حتى لا يتمكن استخدام قوتهم في الشر. ومع ذلك، فإن غَضب عيني «نيدهوغ» يثبت أنه عظيم للغاية وعيناه تطغيان على نفسية «إستين»، حيث تمتلكه وتضم  جسده إلى جسدها الكبير، مما يسمح لظل «نيدهوغ» بالهروب لحشد حشدته من جديد.
بالعودة إلى «إيشغارد»، يتلقى «محارب النور» ترحيباً كبيراً حيث يتعهد«آيميرك» بالتوفيق بين ماضي «ايشغارد» الحقيقي والسلام الذي وعد به الحاضر. بصفته الابن غير الشرعي «لوردان»، فقد تولى الحكم المؤقت على إيشكارد. بموجب هذا الاتفاق غير المستقر، ينضم «آيشغارد» مرة أخرى إلى تحالف «يورزين».

### جمرات الحرب
على الرغم من أن الحرب المفتوحة قد خفت حدتها، فإن الكشف عن الأصول الدموية "لإيشغارد" يقسم المواطنين إلى فصائل شعبوية تدعم "أيميريك" وأنصار الإنكار المدعومين من رجال الدين السابقين الذين سيفقدون تأثيرهم الديني. حريصاً على إثبات أن الإنسان والتنين يمكن أن يتعايشا بسلام، يتحرك "أيميريك'' لإجراء العلاقات الدبلوماسية مع "درافانيا"، ويقترح لقاء مع ابنة "هريسفيلجر" وتدعى «فيدوفنير». يتجه "السليلون" إلى تحديد مكان رفاقهم المفقودين. في سياق بحثهم، دخلوا في صراع مع مجموعة أخرى من المغامرين الذين يعرّفون أنفسهم على أنهم محاربو الظلام. يعود الحزب إلى «إيشغارد» في أعمال شغب - يطلب المحرضون إجتماعاً سرياً لانتخاب رئيس أساقفة جديد. يساعد "محارب النور" فرسان المعبد في غارة على معقل المتمردين، ويبلغ ذروته عندما يقوم زعيم المجموعة بإلقاء طفلة رهينة من الأسوار. عن طريق العناية الإلهية، وصلت «فيدوفنير» لإمساكها في الجو، بعد أن وافقت على العمل كسفيرة ل "درافانيا" ، التي تزرع بذور الأمل في السلام في أذهان الناظرين .
يركز «سليلون» جهودهم على تحديد مكان زعيمهم المفقود «مينفيليا». عند عبورهم إلى «البحر الأثيري»، اكتشفوا أن «منفيليا» أصبحت الصورة الرمزية لـ «موثركرستال وهايدالين» وتكشف عن وجود ثلاثة عشر انعكاساً للكوكب، بقايا معركتها مع الإله المظلم «زوديارك».
نجح «الأسكيون» في تحطيم سبعة من هذه الأبعاد البديلة، كل منها يعزز إحياء «زوديارك» ويقوض قوة «هايدالين» ، الأمر الذي استلزم تعايش «مينفيليا» الدائم. في «إيشغارد» ، يعمل «أيميرك» من أجل عقد مؤتمر لإعلان نواياه في إنهاء حرب «دراغون سونغ» ليس بالعنف، ولكن بالسلام. تم تأجيل المؤتمر مؤقتاً عندما حث المتظاهرون الحشد على عدم نسيان رغبتهم في الانتقام.  مستشعراً بتراجع الوحدة «الإيشغاردية»، يُنظم «أيمريك» مجموعة من التدريبات العسكرية المشتركة مع تحالف أورزين لإعادة إشعال الكبرياء الوطني. مع عودة المؤتمر إلى المسار الصحيح، يصل «فيدوفنير» ويقبل اقتراح «إيشغارديان» من أجل السلام. ومع ذلك، يحطم «نيدهوغ» الحدث بتحذير شديد - أن هجومه التالي سيكون الأخير، واعداً بإبادة «إيشغارد» بالكامل.
يتسابق «سكيونز» مع الزمن للعثور على مساعدة ضد «نيدهوغ» ، ويطلبون المساعدة من شقيقه «هراسفيلغر». بعد تحمل محاكماته، يقنع «المغامر العظيم» بالانضمام إلى «إيشغارد» في المعركة النهائية. يستخدم «نور الحرب» عين «هراسفيلغر» والقوة الكاملة لمباركة «هايدالين» لقتل (الظل) -على شكل- (يرم). تمكن المغامر و «ألفينود» من نزع العيون الملعونة من درع «إستينين» وإطلاق سراحه من قبضته. يتراجع الحشد في حالة من الفوضى، مما يشير إلى النهاية الحقيقية للحرب. يتعافى «إيستنين» من غيبوبته ويتخلى عن لقبه ل «أزور دراجون» ، ويهرب بهدوء من المدينة ليعيش حياته بعد الانتقام. كعمل أخير له بصفته «اللورد كوماندر»، أسس «إيمريك» ديمقراطية برلمانية في «إيشغارد» بقيادة كل من المواطنين ذوي الولادات المنخفضة والعالية، ويمثلهم مجلس العموم ومجلس اللوردات. على الرغم من حرصه على ترك الخدمة العامة، إلا أنه سرعان ما يتم انتخابه رئيساً لهذا الأخير مما أثار استياءه. يختتم «الكونت إدمونت» روايته بكتابة الكلمات الأخيرة في مذكراته، «من السماء».
توقف موعد «نور الحرب-آيميرك» الذي تأخر طويلاً بسبب وصول أخبار «أليساي»- أخت «ألفينود» التوأم، مصابة إلى قصر «فورتمبس». تعرضت للهجوم من قبل «ووريورز أوف داركنيس»، بعد أن سمعت مؤامراتهم لإطلاق سباق تسلح للاستدعاء البدائي.  يكشفون أن تعاونهم مع  «أسكيانز» يهدف إلى جلب «هايدالين» إلى نقطة الدمار لاستعادة بعد وطنهم. لتعقب قيادة أخرى بين لاجئي، تم لم شمل «سكيونز» مع «ياد وباباليوم»، الذين انضموا إلى جهود المقاومة ضد (إمبراطورية غارلين).
استحوذ رجل يُعرف باسم «غريفين» على آذان وقلوب اللاجئين، وألهمهم للتدفق على نداءه لحمل السلاح. يوجه الحزب إلى استدعاء وشيك لـ «أيفريت»، والذي تبين أنه فخ. خلال المعركة، كشف أحد «ووريورز أوف داركنيس» عن نفسه على أنه سليل «أوريانجر»، ولعب دور عميل مزدوج.  يستدعي طقوسًا لكسب جمهور من خلال الصورة الرمزية لـ «مينفيليا». بناءً على اقتراح «اوريانغر» ، فإنها سترافق «ظلام الحرب» إلى عالمهم الأصلي لإعادة الضوء الزائد الذي يهدد بمحوه إلى «موثركرستال».
(عَلم السليلون) - كانت خطة «غريفين» للاستيلاء على جدار «بايلسار» وقاعدة «جارلين» التي تقسم (الكفن الأسود) وتحتل (علا ميجو)، من خلال التنكر كجنود من تحالف «يورزين»، يهدف فصيل «غريفين» للمقاومة إلى إثارة هجوم مضاد من «غارلين» من شأنه أن يجبر التحالف على حربهم. ومع ذلك، فإن «غريفين» لديه مؤامرة أكثر شراً: فهو يقتل رفاقه ويستخدم صلواتهم والأثير لاستدعاء كائن بدائي ضخم. تكتمل طقوسه المجنونة عندما يضحي بنفسه لدعم إرادة الانتقام البدائية - لتدمير الإمبراطورية تماماً.  يدعو «باباليوم» إلى طقوس الختم القديمة، مع العِلم أن ذلك سيكلف حياته. تكسب مناورته الوقت للحلف ليقوم برد على التهديد الذي لا يمكن السيطرة عليه على مستوى الكارثة. «نيرو تول سكيفا»، عالم «غارلين» المهين، يحطم اجتماع التحال مع: سلاح ألاغان للصيد البدائي المعروف باسم «أوميغا». عندما يهرب «شينريو» البدائي الشبيه بالتنين من ختم «باباليمو»، تشتبك «أوميغا» به ويبدو أنهم يقضون على بعضهم البعض بهجماتهم النهائية. مع اختفاء الختم، تتلاشى آخر تعويذة «باباليوم» المتبقية أيضاً - وشم مسحور يستخدم لإخفاء «سليل» المعروف باسم «يدا».  تزيل قناعها وتوضح أنها في الواقع أخت «يدا ليز». كانت حيلتها حفظ ذكرى أختها التي ماتت وهي تقاتل في المقاومة. تجدد «ليز» تصميمها على النضال من أجل استقلال «ألاميغان»، الآن باسمها الحقيقي. مع الاستيلاء على جدار «بالسار»، يستعد الحلفاء والمسلحون لاستجابة الإمبراطورية الحتمية.

## التطوير
بدأ التخطيط لـ (هافينس وورد نحو السماء)، جنباً إلى جنب مع الرقع المؤدية إلى قصتها، قبل أكثر من عام من إعلانها. ناوكي يوشيدا، منتج ومخرج اللعبة، اعتبر التوسع بمثابة لحظة "غرق" لمشروع فاينل فانتسيXIV، ونجاحه أو فشله في تحديد قوس تراث اللعبة. بالنسبة للموضوع، قرر ما بين "بحر" و "سماء"، واستقر في النهاية على " تنانين السماء والفرسان. تم وضع تفاصيل التقدم من اللعبة الرئيسية إلى توسعتها بالتفصيل وتم تصنيف هذه العناصر بحيث لا يختلط الأمر على المطورين بين محتوى التصحيح ومحتوى التوسيع الذي يتم إنشاؤه في وقت واحد. اختاروا "إشغارد" كإعداد لأنها كانت مقلقة في النسخة الأصلية لعام 2010 من فاينل فانتسيXIV وأعطت نفسها جيداً لقصة الخيال القوطي التي أرادوا روايتها. عمل فريق التطوير ضمن قيود الخلفية الدرامية والأصول الموجودة في إ"يشغارد" وقام بتوضيحها. يتضمن هذا لغة خيالية للتنين التي ابتكرها مايكل كريستوفر كوجي فوكس، مدير الترجمة الإنجليزية، أثناء تطوير إصدار 2010. تم الإعلان عن التوسعة في قسم لاس فيجاس من فاينل فانتسي 2014، والذي أقيم في أكتوبر. تم إصدار مزيد من التفاصيل حول التوسع في أحداث لندن وطوكيو، بما في ذلك الوظائف الثلاث الجديدة، والسباق الجديد القابل للعب، والغارة الجديدة. كشف يوشيدا أيضا عن مركز بيانات مقره في أوروبا لتحسين أداء الخادم للاعبين الأوروبيين، بالإضافة إلى خدمة توفر عناصر تجميل اختيارية للشراء.
على عكس قصة ريلم ريبورن، فإن قصة هافينس وورد نحو السماء هي قصة أصلية لم تكن مستوحاة مباشرة من عناوين فاينل فانتسي السابقة. بدلاً من ذلك، فإنه يستمد التأثير من الأحداث الحقيقية مثل النزاعات القائمة على الدين حول العالم وأهمية الاعتراف بالمنظور الذي يُكتب التاريخ منه. اختار الفريق أن يطلب من لاعبين جدد إكمال قصة ريلم ريبورن قبل الوصول إلى «هافينس وورد نحو السماء» لأنها توفر السياق الضروري لأفعال اللاعب. أشار يوشيدا إلى هافينس وورد نحو السماء بأنه «الموسم الثاني لبرنامج تلفزيوني»، مشيراً إلى «أنك لا تشاهده من الموسم الثاني، أنت تشاهده من الموسم الأول حتى تعرف ما يجري». أجرى الفريق تعديلات للسماح للاعبين الجدد «بمشاهدة ذلك الموسم الأول بسرعة إلى الأمام»، بما في ذلك زيادة اكتساب نقاط الخبرة وإضافة مكافآت العتاد إلى أسئلة السيناريو الرئيسية، مما يخفف من الحاجة إلى الطحن للوصول إلى التوسعة. ومع ذلك، بالنسبة للتوسعات المستقبلية، صرح يوشيدا أن استكمال القصة السابقة لن يكون شرطاً.
عرضت شركة (هافينس وورد نحو السماء) تطبيق ماك أو إس  لأول مرة عند إطلاقها في 23 يونيو 2015.  تم التعامل مع المنفذ بواسطة ترانس جيمنغ. على عكس إصدارات التوسعة لوحدة التحكم وأجهزة الكمبيوتر التي تعمل بنظام ويندوز ، كان إصدار ماك أو إس متاحاً في البداية فقط في حزمة ثنائية في واحد تحتوي على اللعبة الأساسية وتوسعة نحو السماء ، بعنوان فاينل فانتسي XIV Online.  يحتاج اللاعبون الحاليون للإصدارات الأخرى من اللعبة، بما في ذلك مشغلات أجهزة كمبيوتر آبل التي تعمل بنظام ويندوز بي سيPC عبر بوت كامب، إلى شراء هذه الحزمة للعب باستخدام عميل ماك أو إس الأصلي. في 3 يوليو 2015، علقت سكوير إينكس مبيعات هذا الإصدار بسبب التقارير المنتشرة عن الأداء الفني الضعيف وعرضت المبالغ المستردة لأولئك الذين اشتروها. عزا يوشيدا مشاكل الأداء إلى الصعوبات في نقل اللعبة من مكتبات العرض الرسومي DirectX الخاصة بشركة مايكروسوفت إلى مكتبة الرسوميات المتحركة بالإضافة إلى خطأ كتابي أدى إلى نشر الحد الأدنى من متطلبات النظام الخاطئة، وكلاهما يضاعف من جدول العمل المحموم الذي يتطلبه إصدار حزمة التوسعة. بعد جولات جديدة من الاختبار والتحسين، استؤنفت مبيعات عميل ماك أو إس في 23 فبراير 2016، المصاحبة لإصدار التصحيح 3.2.
التركيز الرئيسي الآخر للتوسع هو تحديث اللعبة بدعم دايركت إكس 11.  يتضمن إصدار دايركت إكس11 من اللعبة تحسينات في فيزياء المياه ، وانكسار الضوء في الماء ، والانعكاسات ، والجودة المرئية للظلال والقوام على عميل دايركت إكس 9. بالإضافة إلى ذلك ، فإن العميل الجديد أقل استهلاكاً للموارد في وحدة المعالجة الرسومية وقد يحسن معدلات الإطارات. ومع ذلك ، لا توجد خطط حالية للترقية إلى DirectX 12.  بالنسبة لوحدات التحكم ، التزم فريق التطوير بالحفاظ على دعم عميل بلاي ستيشن 3 حتى نهاية دورة تصحيح هافينس وورد نحو السماء.
تم تقديم فئتين جديدتين من المحتوى خلال دورة التصحيح لـ نحو السماء ، ما بعد الإطلاق: Exploratory Missions و Deep Dungeon.  تم تصميم المهمات الاستكشافية لمحاكاة شعور «الجيل الأول» من ألعاب MMORPG حيث يقوم اللاعبون بمطاردة الوحوش سيئة السمعة في الميدان مع ظروف خفية. كما أنه يملأ فجوة في ذخيرة محتوى اللعبة في معارك واسعة النطاق مع عدد كبير جدًا من اللاعبين. ومع ذلك ، لم يتم استقباله جيداً عند الإطلاق بسبب بساطة ميكانيكا المعركة ، والطبيعة المتكررة لحلقة اللعب ، وعشوائية إسقاط المسروقات التي لم تكن مرتبطة بالمهارة أو الجهد المبذول. Deep Dungeon هو مثال تم إنشاؤه عشوائياً من لعبة روغلايك، مستوحى من Chocobo Mystery Dungeon. أراد «يوشيدا» السماح للاعبين المخضرمين بالاحتفال مع أصدقائهم الذين بدأوا للتو بسرعة أكبر؛ على هذا النحو ، يتم إعادة تعيين الشخصيات مؤقتًا إلى المستوى الأول عند الدخول والعودة بسرعة إلى الحد الأقصى على مدار أول 50 طابقاً. يعتبر القسم الأول محتوى غير رسمي ولكن الوصول إلى الطابق 200 يعتبر بمثابة تحدٍ للاعبين المتشددين.

## الرقع والتصحيحات والتوسعات
يقوم فريق التطوير بجدولة إصدار تحديث رئيسي كل ثلاثة أشهر تقريباً.  يتضمن كل من تصحيحات المحتوى المجاني هذه استمراراً للسيناريو الرئيسي بالإضافة إلى غارات وميزات وتجارب وأبراج محصنة جديدة. تركز التصحيحات الصغيرة التي تأتي بين التحديثات الرئيسية على تحسينات جودة الحياة. كما هو الحال مع ريلم ريبورن ، أصدرت سكوير إينكس خمسة تصحيحات رئيسية لـ هافينس وورد نحو السماء على مدار دورة المحتوى التي تبلغ عامين. تعمل الرقع الأخيرة كقطعة في قصة التوسعة الثانية ، ستورمبل.
| الرقع والتوسعات | الرقع والتوسعات                 | الرقع والتوسعات | الرقع والتوسعات |
| الرقعة          | العنوان                         | تاريخ الإصدار   | الملاحظات |
| --------------- | ------------------------------- | --------------- | --- |
| 3.0             | نحوالسماء                       | 23 يونيو 2015   | لم يتم توفير المحتوى المحدود الأسبوعي في يوم إطلاق التوسعة من أجل السماح للاعبين بالاستمتاع بالقصة بالسرعة التي تناسبهم. ظهرت (غارة ألكسندر غوردياس) لأول مرة بعد أسبوعين من الإطلاق مع وضع صعوبة Savage تم إصداره بعد ذلك بأسبوعين. تهدف إعدادات الصعوبة المتعددة إلى السماح للاعبين العاديين بتجربة قصة الغارة مع الحفاظ على التحدي للاعبين المتفانين. في هذه القصة ، قامت جمعية سرية من العفاريت تسمى المتنورين باستدعاء (روح الإسكندر البدائي إلى روبوت هائل كان مغموراً تحت البحيرة في المناطق النائية «درافانيا». يهدد الكائن البدائي الهائل باستنزاف منطقة الأثير ، مما يدفع «السليل» إلى التصرف. ينضم اللاعب إلى صائد كنز يُدعى «ميدي» في مهمة للتسلل إلى «الإسكندر» وسرقة مخطوطة (إنجما)، وهي مفتاح المتنورين للتحكم في الوحش الميكانيكي.[بحاجة لمصدر] |
| 3.1             | كما يذهب الضوء هكذا يذهب الظلام | 10نوفمبر 2015   | بعد شحن التوسعة أجل «يوشيدا» التصحيح الأول لمنع الإرهاق بين فريق التطوير. في (ظل ماش) ، يرافق 24 لاعباً فرقة «ريدبليس»، وهي فرقة من سماء بيراتس بقيادة «ليوفارد» بحثاً عن كنز على «فويد أرك»، وهي قلعة عائمة شبحية تم رصدها حول (بحر الغيوم). يواجه الطاقم «ديابولوس»، الذي يهدف إلى تحرير الفراغ الملكة سكاتاش من سجنها على الفلك. يشرح الوصي على الفلك ، «كايت سيث»، أصول السفينة كسفينة للتغلب على فيضانات عصر أمبرال السادس ، فضلاً عن المخاطر التي يشكلها تحرير سكاتاش. «الديادم» هي منطقة جديدة في بحر الكلود حيث يمكن للعديد من الأطراف تحدي الوحوش سيئة السمعة للعتاد والغنائم. يحتوي التصحيح أيضاً على نسخة صعبة للغاية من الرئيس الأخير ، الملك ثوردان. أخيراً ، لورد أوف فيرمليون هي لعبة صغيرة بأسلوب إستراتيجي في الوقت الحقيقي في «غولد ساوسر» حيث يتقاتل اللاعبون مع بعضهم البعض باستخدام التوابع القابلة للتحصيل. ويستند فيها إلى نكتة يوم كذبة أبريل ساخرة لورد أوف فيرمليون. |
| 3.2             | تروس التغيير                    | 23فبراير2016    | السمة الرئيسية لهذا التصحيح هي غارة ألكسندر: ميداس. عند السفر إلى ذراع الإسكندر الثاني ، تمكن اللاعب من هزيمة زعيم المتنورين التفكير السريع ، واستعادة إنغاما كودكس ، وتعطيل الثانية من نوى الإسكندر الثلاثة. ومع ذلك ، فإن ظاهرة غريبة تعكس الزمن ، وتستعيد كِلا النوى وتعود الإسكندر إلى القوة الكاملة مع (التفكير السريع) على رأسه. على جبهة أخرى ، بدأ الختم الموجود على الثالوث المتحارب - وهو ثلاثي من الكائنات البدائية القديمة ذات القوة الهائلة - في الضعف ، مما دفع السليل إلى محاولة هزيمتهم واحدًا تلو الآخر. الأول هو ذا فايند، البدائي لسباق يشبه الأشجار مع القدرة على تعزيز نموه. «فيست» وهي ساحة تعتمد على التصنيف للاعبين مقابل اللاعبين. أخيراً ، يضيف التصحيح زوجاً من الأنظمة المصممة لمساعدة اللاعبين الجدد: قاعة المبتدئين ، والتي توفر تمارين تدريبية أساسية لكل نوع من دور المعركة ؛ ونظام مينتور ، الذي يسمح للاعبين المخضرمين بالانضمام إلى قناة دردشة مخصصة لتقديم المشورة للمبتدئين |
| 3.3             | انتقام الحشد                    | 7 يونيو 2016    | يختتم هذا التصحيح قصة حرب (الدراغون سونغ)، التي تنتهي بهزيمة «نيدهوغ» ، الذي يعمل كمحاكمة رئيس التحديث. تستمر غارات (ضل الماش) مع مدينة (ماش) الباكية ، حيث يسافر «ريدبيلس» إلى المدينة المهجورة بحثاً عن «ديابولوس». هناك ، وجدوا «نولستون»، قطعة أثرية قديمة لها القدرة على إبعاد أي فراغات ، والتي تأمل «كيت سيث» في استخدامها على «سكاثاش» في حالة إطلاق سراحها المحتوم. يضيف هذا التصحيح أيضاً نوعين جديدين من محتوى الأبراج المحصنة. أكوابوليس عبارة عن زنزانة تعتمد على فرصة التكاثر والتقدم ، ومكافأة المواد النادرة للحظ. قصر الموتى عبارة عن زنزانة متعددة الطوابق تشبه لعبة roguelike ، حيث يبدأ اللاعبون من المستوى الأول ويزودون بالعناصر الموجودة داخل الزنزانة. أخيراً ، فإن (Fields of Glory) (Shatter) هو وضع PvP جديد على نطاق التحالف. |
| 3.4             | استسلام الروح                   | 27سبتمبر2016    | تتوج قصة الغارة المكونة من 8 رجال في هذا التصحيح مع أليكساندر كريتور ، يحاول التفكير السريع إشراك قدرات الإسكندر في تزييف الوقت لإعادة كتابة التاريخ وفقًا لخطة المتنورين. يقرر «سيد» أن تنبؤات زعيم عفريت ما وراء الطبيعة هي نتيجة لقراءة مجلة من يومنا هذا تُركت وراءه عندما يسافر الحزب في الوقت المناسب لمشاهدة استدعاء الإسكندر الأول قبل ثلاث سنوات. بعد هزيمة ألكسندر برايم ، تضحي ميدي بنفسها لتنضم إلى روح حبيبها داخل قلب البدائية ، والتي تحبسها في لحظة واحدة في مأمن من العالم. في هذه الأثناء ، صوفيا الإلهة ، هي الثانية في الثالوث المتحارب الذي تحرر من قيود ألاجان. يوسع التصحيح أيضاً قصر الموتى إلى عمق 200 طابق ، ويقدم نظام إدارة الجندي على شكل أسراب الشركة الكبرى ، ويعالج عدم توفر المساكن بالسكن السكني. |
| 3.5             | أقصى حدود القدر                 | 17 يناير 2017   | تم إصداره في أجزاء «ألاميغو» متعددة ، يأخذ هذا التصحيح اللاعبين إلى حدود ألاميغو سواء بالمعنى الحرفي أو السياسي. تنتهي غارات ضل الماش مع دونسكيث ، حيث يسرق ديابولوس الحجر من كيت سيث. في هذه الجزيرة العائمة ، التي تهدف إلى أن تكون ملاذًا لعصر أمبرال السادس ، يواجه تحالف المغامرين سكاثاش ويهزمه. ومع ذلك ، ديابولوس تستهلك جثتها للحصول نول ستون على قوة الفراغ الهائلة لها. تمكنت كيت سيث من سرقة الحجر واستخدامها لإبعاد ديابولوس مرة واحدة وإلى الأبد. أخيراً ، يتعاون (سكيوز مع غارلين ليتوس ريغولا) لتحدي آخر وأقوى عضو في ورينغ تريد زورفان - الشيطان. يحمي ريجولا '' حلفاءه المؤقتين من ضربة مميتة ، ويطالب السليل بحماية العالم من البلاء البدائي بينما كان يحتضر. تتضمن تصحيحات الأقمار الصناعية إعادة هيكلة دراماتيكية للإكليل ليكون أكثر استناداً إلى الموضوعية ، مضيفاً معركة ضخمة تضم أكثر من 72 لاعباً، وتوسيعاً لـ «بارتي فايندر» للسماح بالتجنيد عبر الخوادم. تم عرض لعبة كروس أوفر مع Garo لأول مرة في هذا التحديث أيضاً ، وتضم معدات مستوحاة من سلسلة توكوساتسو المتاحة من خلال معارك حماية الأصناف النباتية |

### موسيقى
المقال الرئيسي: فاينل فانتسي XIV هافينس وورد (فاينل فانتسي ريلم ريبورن XIV) موسيقى فاينل فانتسي الرابع عشر
قام ماسايوشي سون بتأليف غالبية نقاط التوسعة - أكثر من 50 مساراً - بالإضافة إلى واجباته كمُخرج صوت. من ناحية أخرى ، حددت هافينس وورد نحو السماء عودة نوبو يوماتسي الأولى إلى سلسلة فاينل فانتسي منذ عمله على الإصدار الأصلي لعام 2010 من Final Fantasy XIV. قام يوماتسي بتأليف الموضوع الرئيسي للتوسع ، «دراغون سونغ»، واستخدمه سوكين  كخط موسيقي متقاطع يظهر مرة أخرى في نقاط متعددة في القصة والموسيقى التصويرية. سوزان كالواي التي غنت الأغنية الرئيسية للإصدار الأصلي ، أعادت تمثيل دورها في هذه القطعة.  شدد سون على ارتباط الموسيقى بالقصة باعتباره أمراً مهماً لعملية التأليف الخاصة به ، وركز دائماً على تحسين تجربة اللاعب من خلال الصوت. وجد أن القصة الرئيسية «المظلمة» لـ«نحو السماء» انعكست في القطع التي كتبها. تتميز كل سمة محلية بالأدوات التي يمكن عزفها هناك. تم استخدام البيانو بكثافة خلال الموسيقى التصويرية لإضافة شخصية للآلات الأخرى. كان المسار المفضل ل سون من نحو السماء هو الإنتقام ذو شقين  "Revenge Twofold"  كانت في الأصل مخصصة لمعركة «نيدهوغ»  ولكن تم تغيير الغرض منها.
هيفينزوارد: فاينل فانتسي الرابع عشر الموسيقى التصويرية الأصلية هي مجموعة من الموسيقى من حزمة التوسعة بما في ذلك الإطلاق والتصحيح كما يذهب الضوء هكذا يذهب الظلام Patch 3".  
تم إصدار الألبوم بواسطة سكوير إينكس في 24 فبراير 2016 على قرص Blu-ray ويتضمن فيلماً وثائقياً عن عملية إنتاج الصوت التي تتميز بها سون. جاءت أول نسخة مطبوعة أيضاً مع حيوان أليف خاص سبوني بارد "Spoony Bard" في اللعبة ، في إشارة إلى شخصية من فاينل فانتسي. على عكس الألبوم السابق فاينل فانتسي XIV ، كانت جميع الموسيقى جديدة في الألبوم ، على الرغم من إصدار 16 مساراً سابقاً في سبتمبر حتى نوفمبر 2015 باسم فاينل فانتسي XIV: Heavensward -EP- Vol.1. إلى 3  تلقى الألبوم استحساناً من قبل إميلي ماكميلان من Video Game Music Online ، التي أشادت بموضوعات الموسيقى التصويرية «الرائعة والمتنوعة والممتعة للغاية للاستماع». وأشادت بالجو الفريد لموسيقى التوسعة الجديدة ، فضلاً عن اندماجها في المشهد الصوتي العام للعبة. أعجب مايك سالباتو من RPGFan بتماسك الموسيقى التصويرية بأكملها ، بسبب تكرار الزخارف من نحو السماء و «دراغون سونغ». كما أشار إلى فيلم ليلة في بروم باعتباره موضوع مدينة رشيقة وحزينة.

## الإقبال
نظر النقاد إلى نحو السماء باعتباره الرائد في اتجاه مشروع فاينل فانتسيXIV - إذا كان سيستمر في قصة عودته التي بدأت مع عالم تولد من جديد أو إذا كان سيتعثر ويزيد من الضرر بالمسلسل. كان استقبال التوسعة «مناسباً بشكل عام» لكل من إصدارات الكمبيوتر الشخصي وبلاي ستيشن 4 ، وفقاً لمجمع المراجعة ميتاكريتك ، استنادًا إلى 14 و 20 مراجعة على التوالي. باعت نحو السماء 47000 وحدة عبر إصدارات بلاي ستيشن 3 و 4 في اليابان في أسبوعها الأول ، مما يجعلها ثالث أفضل لعبة فيديو مبيعاً في الأسبوع في تلك المنطقة.
نقطة محورية من المديح للعبة تتمحور حول القصة. لفت بيت دافيسون من غيم سبوت الانتباه إلى موضوعات العنصرية والتشكيك في العقيدة الدينية بالإضافة إلى الأقواس الدرامية لشخصيات مثل يسايل ، والتي وصفها بأنها «من بين أكثر المسلسلات» التي لا تنسى«. شعر ليف جونسون من IGN بالمثل ، حيث اعتبره» أفضل حكاية فاينل فانتسي التي رواها المطور سكوير إينكس خلال عقد من الزمان. إستغرق مايك ويليامز من USgamer وقتاً للاعتراف بالعناية والتفاصيل الممنوحة للمهام الجانبية وأثنى على فريق التوطين لنقله روح الدعابة.
لاحظت العديد من المنافذ ضرورة إنهاء كل محتوى قصة عالم تولد من جديد الرئيسية قبل منحها حق الوصول إلى نحو السماء جادل دافيسون بأن القرار كان منطقياً بالنسبة إلى لعبة MMORPG المتمحورة حول القصة وأعرب عن تقديره للتكيف مع المهام لجعل هذه العملية أسهل للاعبين الجدد. ووافقت دانييلا لوكاس من GamesRadar قائلة: «تجاوز A Realm Reborn سيكون ضرراً حقيقياً لقصة مؤثرة». أدرك جونسون ضرورة البوابة القائمة على القصة لكنه انتقد قرار قفل فئات الوظائف الجديدة خلفها أيضاً. قارن المراجعون إضافة لعبة الطيران بشكل إيجابي إلى عالم حرفة حربية : الحرب الصليبية المحترقة.
أشاد مايك سالباتو من RPGFan بإختيار قفل الطيران إلى أن يستكشف اللاعبون كل منطقة سيراً على الأقدام. ردد ويليامز هذا الشعور ، ملاحظاً أنه يحافظ على الشعور بالاستكشاف والتساؤل في العالم. كان لوكاس ودافيسون أكثر غموضاً بشأن هذه الميزة لكنهما اتفقاً في النهاية مع قرار المطورين. ومع ذلك ، اتفقوا جميعاً على أن المناطق الجديدة الموسعة كانت من أبرز معالم اللعبة ، مع تأثر أدريان دين من RPGamer بـ «المناظر المذهلة التي يمكن رؤيتها ببساطة».
واجه جونسون مشكلة مع فجوة محتوى معينة تظهر تجاه النصف الأخير من تقدم تسوية التوسيع. بدلاً من إكمال عدد كبير من مهام الحشو "الشاذة" التي تتعامل مع moogles ، اختار تشغيل زنزانات التسوية اللاحقة للتغلب على هذا الحدبة. شهد ويليامز وسالباتو فترة بطيئة مماثلة خلال منتصف المباراة. مثل ريلم ريبورن "عالم تولد من جديد" ، يواصل نحو السماء مجموعة ميزات وحدة التحكم القوية في اللعبة ودعم وحدة التحكم. أكدت لوكاس أن فاينل فانتسي XIV هي أفضل لعبة MMORPG لوحدات التحكم في ألعاب الفيديو المنزلية ، على الرغم من أنها حذرت من أن لاعبي بلاي ستيشن 3 قد يواجهون أوقات تحميل أطول من بلاي ستيشن 4 مجتمعة ، فإن الاستجابة الحاسمة لـ نحو السماء  تشير إلى الثقة في اتجاه اللعبة.  لخص مارك لانجشو من Digital Spy أن نحو السماء  يبدو وكأنه مكافأة للجماهير الذين منحوا فاينل فانتسيXIV فرصة ثانية بعد إطلاقه الفاشل في عام 2010". خلال دورة توزيع الجوائز في نهاية العام ، فازت نحو السماء بجائزة "Best MMO" من RPGFan ، وغيم إنفورمر، و Massively Overpowered. كما حاز على "أفضل توسع" من Hardcore Gamer. رشحت جوائز BAFTA للألعاب لقب أفضل "لعبة متطورة" في عامي 2016 و 2017.

## ذات صلة
الموقع الرسمي فاينل فانتسي XIV هافينس وورد (فاينل فانتسي ريلم ريبورن XIV)